# 大開站

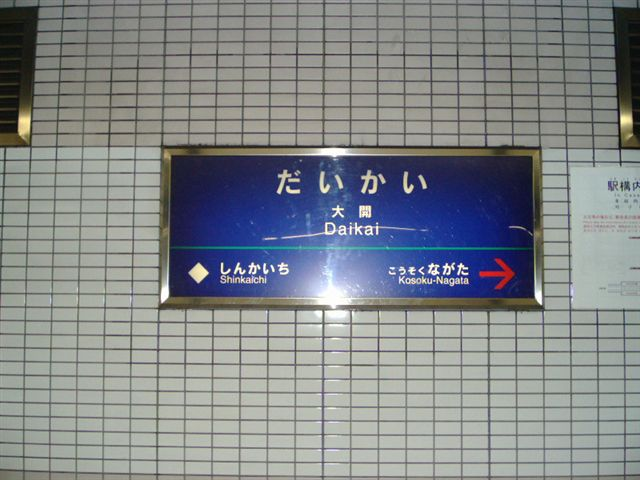
站名牌（在2010年9月下旬未更新為阪神模式的站名牌）

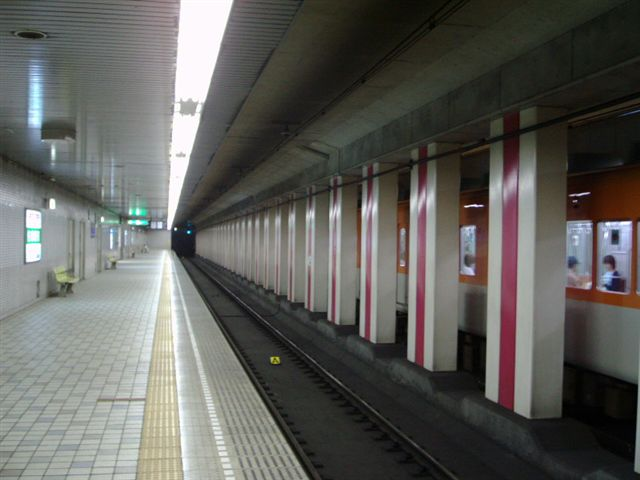
月台

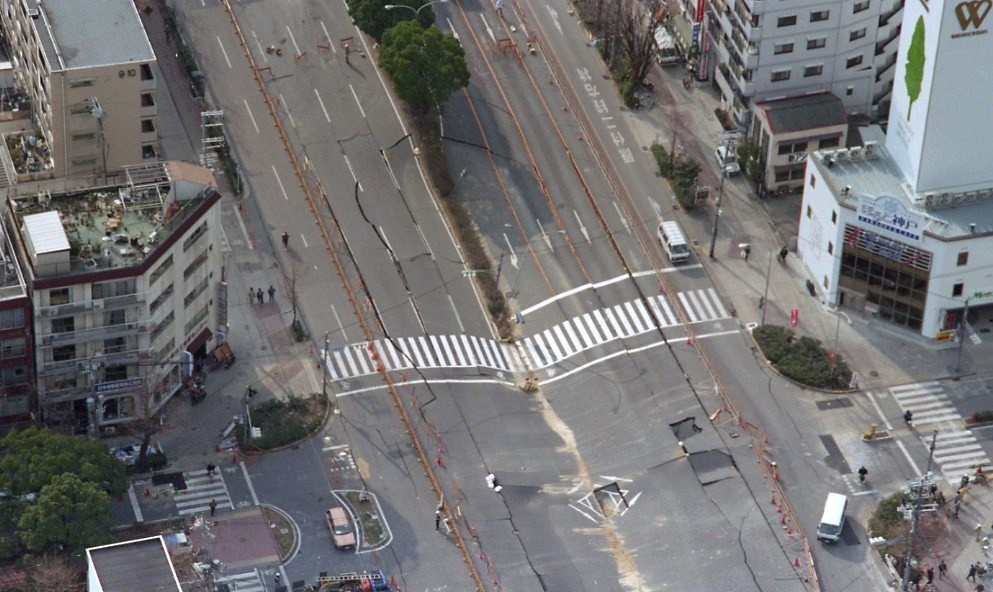
發生阪神大地震時，車站對上的地面

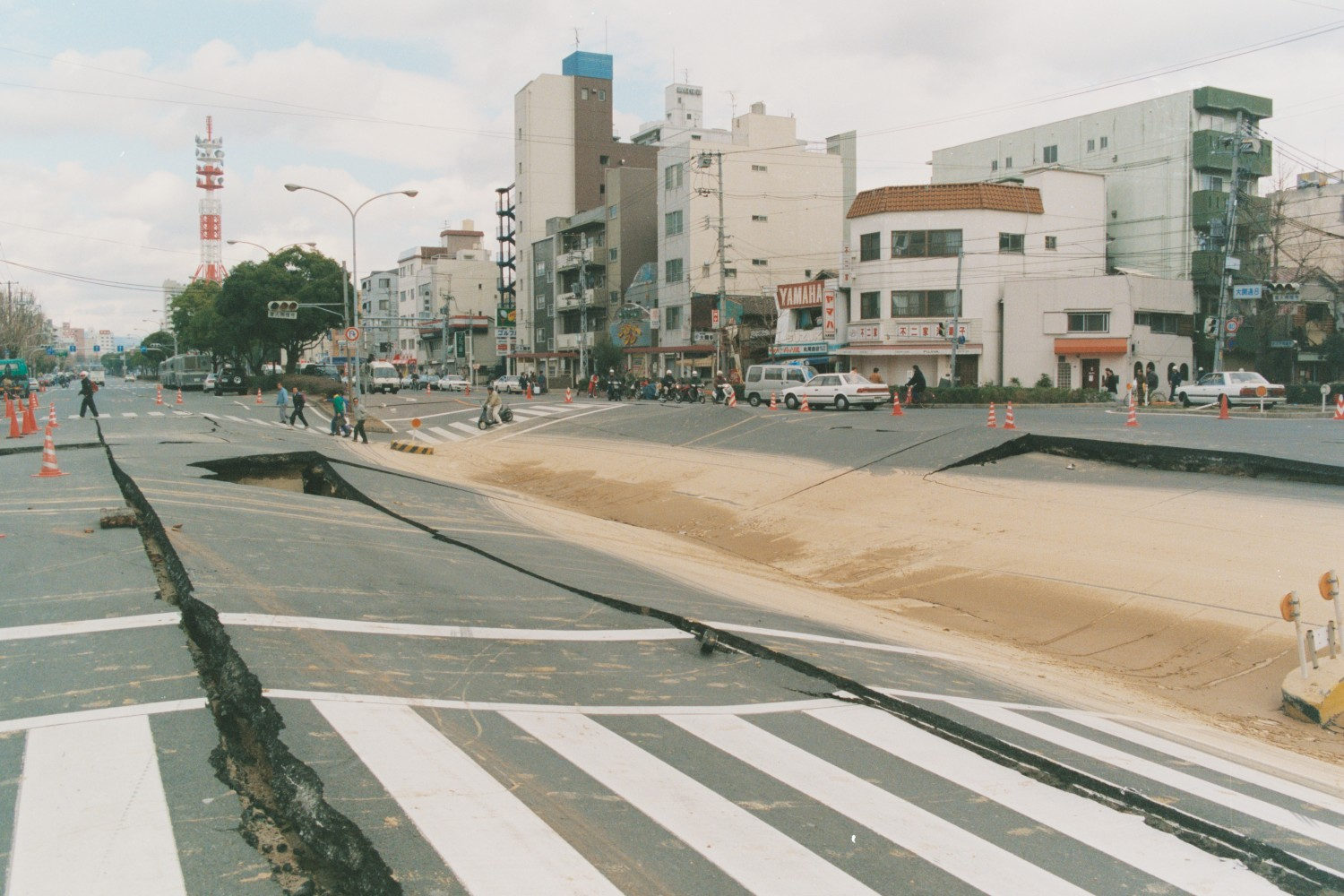
發生阪神大地震時，車站對上的地面

大開站（日语：／ Daikai eki */?）是位於兵庫縣神戶市兵庫區水木通，屬於阪神電氣鐵道神戶高速線的車站。車站編號為「HS37」。
此站前後區間是由神戶高速鐵道擁有（路線名為「東西線」，第三種鐵道事業者）。由阪神電氣鐵道在該路線上營運（路線名為「神戶高速線」，第二種鐵道事業者）。在2010年翻新車內設施（車站資訊板後），車站出入口一切不會顯示神戶高速鐵道，會以「阪神 神戶高速線 (HANSHIN KOBEKOSOKU LINE) 」標記。
此站只有直通特急中，類別顯示牌為黃色底的（直通特急）班次停站。該直通特急當初在神戶高速線內，會單以「特急」稱呼。在2009年3月時間表修正後，隨著山陽電氣鐵道本線增加停車站，統一稱為「直通特急」。

## 歷史
- 1968年（昭和43年）4月7日 - 神戶高速鐵道開通，此站啟用。
- 1987年（昭和62年）4月1日 - 設置自動閘機（日语：自動改札機）。
- 1991年（平成3年）4月7日 - 山陽特急通過此站，在日間設有3班阪急、3班阪神和4班山陽普通列車。
- 1995年（平成7年）
  - 1月17日 - 發生阪神大地震，車站月台中間柱身鋼筋受損，使地面的國道28號沉降。
  - 8月13日 - 隨著路軌部分的隧道完成，新開地站至高速長田站之間重開，而大開站繼續停用，所有列車通過[1]。
- 1996年（平成8年）1月17日 - 車站設施部分落成，在1年後重開車站[1]。
- 1998年（平成10年）2月15日 - 山陽特急重開，並停此站（同日新設的直通特急通過此站），在日間設有2班阪神特急，2班山陽特急，4班山陽普通。
- 2001年（平成13年）3月10日 - 直通特急話於日間時段停西元町站和此站（在2009年3月時間表修正後，須磨站至阪神三宮站之間各站停車）[2]，在日間設有2班直通特急（黃），2班阪神特急，4班→2班山陽普通。
- 2010年（平成22年）9月 - 在該日前，站名牌使用阪神電氣鐵道的樣式（而副站名「長田神社前」不再標記在站名牌上）。山陽電氣鐵道和阪急電鐵第二種鐵道事業廢止。山陽電氣鐵道繼續駛入此站。
- 2014年（平成26年）4月1日 - 引入車站編號。

關於此站班次，在1980年代後半前，平日日間每小時設有14班（3班阪急、3班阪神、4班山陽特急、4班山陽普通）列車，在JR成立時兵庫站只有每小時8班。在1991年以後，停車班次開始減少。在2009年3月修正中，平日日間班次縮減至每小時6班（2班直通特急（黃色）、2班阪神特急、2班山陽普通），而同時兵庫站每小時設有12本（4班快速，8班普通）。

## 車站構造
車站是一座地下車站，設有2面2線的相對式月台。閘口與車站大樓在地下1樓、月台在地下2樓。閘口本來只有東大堂1處，在2008年1月至2009年8月，新建西閘口，並於同年9月1日開始營業。
截至2020年4月，現時神戶高速線車站唯一沒有升降機的車站，並正在計劃興建升降機。
另外，兩大堂中此站可購買前往阪神難波線各站的連絡車票。此站設有自動體外心臟去顫器 (AED)。

### 月台
| 月台 | 路線       | 上下行 | 方向                                                                        |
| ---- | ---------- | ------ | --------------------------------------------------------------------------- |
| 1    | 神戶高速線 | 上行   | 三宮、尼崎、大阪梅田、難波、奈良、寶塚、京都方向 神戶電鐵線（在新開地轉乘） |
| 2    | 神戶高速線 | 下行   | 明石、姬路方向                                                              |

- 在站內沒有標記月台編號。在官方網站的站內圖、「阪神App」中設有標示月台編號，梅田方向為1號月台，姬路方向為2號月台。

## 車站周邊
車站北邊的地名為「水木通」。漫畫家水木茂（本名：武良茂）的名稱「水木」是來自該地名。而水木曾住在該處，名為「水木莊」。而當地人們會稱呼為「水木先生」。
- 西日本旅客鐵道（JR西日本）山陽本線（JR神戶線、和田岬線） 兵庫站（南400米）
- 神戶市營地下鐵西神·山手線 上澤站（北300米）
- 縣營大開團地
- 生田神社兵庫宮
- 神戶中道郵局
- 神戶大開通郵局
- 神戶塚本郵局
- 神戶市立水木小學（日语：神戸市立水木小学校）
- 大開大廈南館
  - 關西超級市場（日语：関西スーパーマーケット）大開店
  - DCM DAIKI（日语：DCMダイキ）大開店

## 相鄰車站
阪神電氣鐵道
 神戶高速線
■直通特急（A直特）
通過
■直通特急（B直特）、■S特急、■特急、■■普通
新開地（HS36）－大開（HS37）－高速長田（HS38）
- A直特指類別幕為紅色（直通特急）。B直特指類別幕為黃色（直通特急），後者在阪神三宮站至板宿站之間各站停車。

## 外部連結
- 大開（路線圖、車站資訊） - 阪神電氣鐵道
- 神戶高速鐵道東西線 大開站 災難復原的記錄 （页面存档备份，存于）